# Merindad de Busturia
La merindad de Busturia fue una división administrativa del señorío de Vizcaya.

## Historia
La merindad incluía veintiséis anteiglesias, a saber: Mundaca, Pedernales, Axpe, Murueta, Forúa, Luno, Múgica, Líbano de Arrieta, Mendata, Arrazua, Ajánguiz, Ereño, Ibarranguelua, Gautéguiz de Arteaga, Cortézubi, Nachitua, Ispáster, Ea, Murélaga, Navárniz, Guizaburuaga, Amoroto, Mendeja, Berriatúa, Cenarruza y Arbácegui. Aparece descrita en el cuarto volumen del Diccionario geográfico-estadístico-histórico de España y sus posesiones de Ultramar de Pascual Madoz con las siguientes palabras:

BUSTURIA: merind. en la prov. de Vizcaya, dióc. de Calahorra, sit. al NE. de la prov. Comprende 26 anteigl. que son: Mundaca, Pedernales, Axpe de Busturia, Murueta, Forua, Luno, Ugarte de Mújica, Libano de Arrieta, Mendata, Arrazua, Ajanguiz, Ereño, Ibarrangüelva, Gauteguiz de Arteaga, Cortezubi, Nachitua, Izpaster, Bedarona, Murelaga, Navarniz, Guizaburuaga, Amoroto, Mendeja, Berriatua, Cenarrúza y Arbacegui. Confina N. occéano cantábrico; E. la de marquina y lím. de Guipúzcoa; S. las de Zornoza y Durango, y O. la de Uribe, estendiéndose por lo mas largo 5 1/2 leg. de N. á S., y otras tantas de E. á O. Tenia, segun el sistema foral, un alc. llamado del fuero, el cual era nombrado por un particular, y su jurisd. se limitaba á lo contencioso en negocios civiles, en los que conocia acumulativamente con el corregidor del señ. y su teniente de Guernica.
(Madoz, 1846, p. 682)